# Ne engedd el!
A Ne engedd el! (eredeti cím: Don't Let Go) 2019-es amerikai sci-fi-thriller, amelyet Jacob Aaron Estes írt és rendezett.  A főszerepben David Oyelowo, Storm Reid, Alfred Molina, Brian Tyree Henry, Byron Mann, Mykelti Williamson és Shinelle Azoroh látható. Jason Blum a Blumhouse Productions nevű cégén keresztül Bobby Cohen és Oyelowo mellett producerként működik közre.
2019. január 27-én mutatták be Relive címmel a 2019-es Sundance Filmfesztiválon. 2019. augusztus 30-án jelent meg az OTL Releasing és a BH Tilt kiadásában.

## Cselekmény
A Los Angeles-i nyomozó, Jack Radcliff kétségbeesett telefonhívást kap unokahúgától, Ashley-től, és a segítségére siet, csakhogy a lányt és szüleit holtan találja egy nyilvánvalóan gyilkossággal és öngyilkossággal végződő ügyben. Amikor a rendőrség a gyilkosságokat már lezárt ügynek nyilvánítja, Jack újabb hívást kap Ashley-től.
Mivel a mobiltelefonos kapcsolat összekötő kapocsként működik a múlt és a jelen között, Jack arra ösztönzi Ashleyt, hogy gyűjtsön nyomokat, amelyek segítségével megoldhatja a gyilkosságot, és megváltoztathatja a lány sorsát.

## Szereplők
- David Oyelowo – Jack Radcliff nyomozó, Ashley nagybátyja és Garret öccse. (magyar hang: Király Attila)
- Storm Reid – Ashley Radcliff, Garret lánya és Jack unokahúga. (magyar hang: Szűcs Anna Viola)
- Byron Mann – Roger Martin őrmester (magyar hangja: Bor László)
- Mykelti Williamson – Bobby Owens (magyar hang: Kálid Artúr)
- Alfred Molina – Howard Keleshian, Jack és Bobby főnöke. (magyar hang: Berzsenyi Zoltán)
- Brian Tyree Henry – Garret Radcliff, Ashley apja, Susan férje és Jack testvére. (magyar hang: Zöld Csaba)
- Shinelle Azoroh – Susan Radcliff, Ashley anyja és Garret felesége. (magyar hang: Solecki Janka)

## A film készítése
2017. április 17-én jelentették be, hogy David Oyelowo lesz a film főszereplője és vezető producere, míg Jacob Aaron Estes írja és rendezi a filmet. 2017. július 18-án jelentették be, hogy Storm Reid Oyelowo mellett szerepel a filmben. 2017. július 25-én Brian Tyree Henry, Alfred Molina és Mykelti Williamson is csatlakozott a szereplőgárdához.
A forgatás 2017 júliusában kezdődött.

## Fordítás
- Ez a szócikk részben vagy egészben  a   Don't Let Go (2019 film) című angol Wikipédia-szócikk fordításán alapul.  Az eredeti cikk szerkesztőit annak laptörténete sorolja fel. Ez a jelzés csupán a megfogalmazás eredetét és a szerzői jogokat jelzi, nem szolgál a cikkben szereplő információk forrásmegjelöléseként.